# Neukloster
Neukloster ist eine Landstadt im Osten des Landkreises Nordwestmecklenburg in Mecklenburg-Vorpommern (Deutschland). Die Stadt ist Verwaltungssitz des Amtes Neukloster-Warin, dem weitere acht Gemeinden angehören. Der Ort ist ein Grundzentrum.

## Geografie

### Geografische Lage
Neukloster ist etwa 45 Kilometer von Rostock und etwa 20 Kilometer von Wismar entfernt. Der Ort ist Teil der Metropolregion Hamburg. Das Gebiet um Neukloster zählt zum äußersten Nordwesten der Sternberger Seenlandschaft. Neukloster liegt am Neuklostersee, dessen Entstehung auf die Auswirkungen der letzten Eiszeit zurückzuführen ist. In der Nähe des Ortsteiles Ravensruh liegt der Selliner See.
Nachbarorte Neuklosters sind Lübberstorf, Glasin, Zurow, Benz und Züsow.

### Stadtgliederung
Zu Neukloster gehören die Ortsteile Neuhof, Nevern, Ravensruh, Sellin und Rügkamp.

## Geschichte

### Neukloster
Im Gebiet von Neukloster befand sich um 1170 die Kussiner Burg. Es wird vermutet, dass sie sich auf dem Gebiet der heutigen Innenstadt befunden hat.
Das von Heinrich Borwin I. gegründete Kloster Sonnenkamp befand sich in jener Zeit noch im kleinen Örtchen Parchow in der Nähe der Burg Ilow. Das Kloster von Parchow wurde bereits acht Jahre nach seiner Gründung nach Neukloster verlegt und dort 1219 erstmals urkundlich erwähnt. Die Burg verfiel mit der Zeit, das Kloster entwickelte sich jedoch zu einem kulturellen und wirtschaftlichen Zentrum für die Umgebung. 1235 wird die in der Nähe gelegene Ortschaft Bryzelaz (heute Wüstung) erwähnt. Mitte des 14. Jahrhunderts waren Ländereien und Besitz am umfangreichsten. Das Kloster wurde 1555 aufgelöst, sein Besitz fiel an den Landesherren von Mecklenburg, der es von nun an verwaltete.
Im Westfälischen Frieden 1648 fiel Neukloster wie auch Wismar an Schweden. Es wurde das Amt Neukloster gebildet. Die Schwedenzeit Neuklosters war geprägt durch Armut und Not. Die schwedische Herrschaft über Neukloster und Wismar endete de facto 1803, als Schweden Neukloster mit dem Malmöer Pfandvertrag gegen Zahlung von 1.250.000 Talern für 99 Jahre an das Herzogtum Mecklenburg-Schwerin verpfändete. Formal fiel Neukloster durch den zwischen dem Königreich Schweden und dem Großherzogtum Mecklenburg-Schwerin am 20. Juni 1903 geschlossenen Vertrag wieder an Mecklenburg zurück, Schweden verzichtete auf die Einlösung des Pfandes.

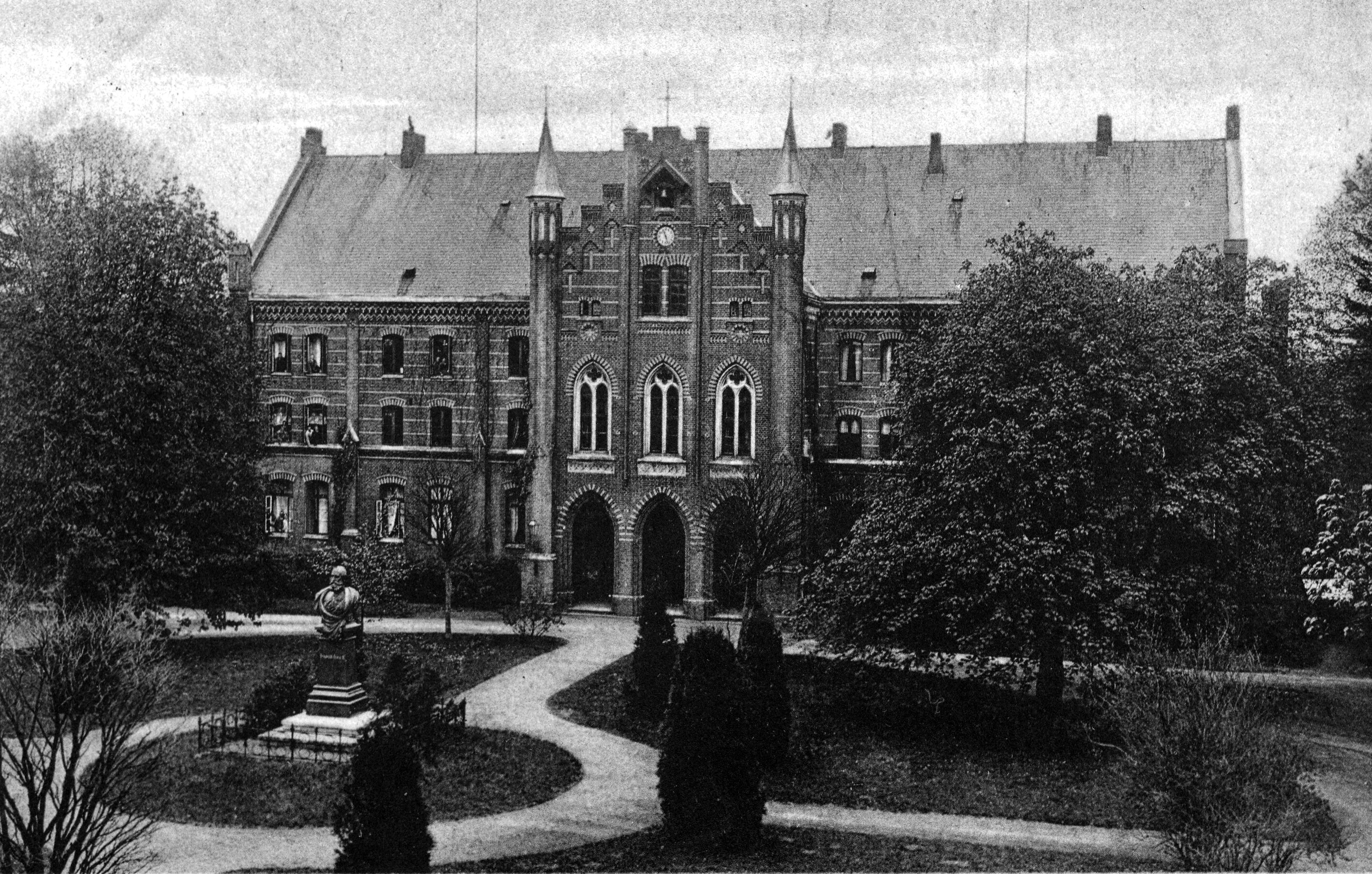
Lehrerseminar mit Denkmal Friedrich Franz II. von Hugo Berwald (zerstört)

Neuklosters lokale Bedeutung stieg, als 1862 das Lehrerseminar von Ludwigslust in die Kleinstadt verlegt und 1864 die Landesblindenanstalt in Neukloster eröffnet wurde. Der Zuzug nach Neukloster nahm rasch zu; Handwerk und Gewerbe florierten. 1887 wurde Neukloster über die Bahnstrecke Wismar–Karow an das regionale Bahnnetz angeschlossen.
Neukloster erhielt am 1. April 1938 das Stadtrecht; die Einwohnerzahl verdoppelte nach dem Zweiten Weltkrieg von rund 2500 auf fast 5000.

Die Stadt veränderte sich und erhielt ein kleinstädtisches Aussehen. Durch Zuzug und Neubauten wurde das Stadtbild zunehmend bestimmt. Es entstanden eine Bibliothek, ein Kino, ein Altersheim, ein Stadion, Schulen, ein Kindergarten, die katholische Kirche und der Marktplatz.
Von 1952 bis zum Beitritt zur Bundesrepublik Deutschland im Jahre 1990 lag Neukloster im DDR-Bezirk Rostock. Auf Kreisebene gehörte die Stadt zwischen 1952 und 1994 zum Kreis Wismar-Land und seitdem zum Landkreis Nordwestmecklenburg im Land Mecklenburg-Vorpommern.
Die Innenstadt wurde im Rahmen der Städtebauförderung seit 1991 grundlegend saniert.

### Ravensruh
Gut Ravensruh wurde 1787 gegründet. Das Gutshaus stammt von 1806. Die Gutsanlage dient seit etwa 1995 als soziotherapeutische Suchteinrichtung.

### Eingemeindungen
Am 1. Juli 1950 wurden die bis dahin eigenständigen Gemeinden Neuhof bei Neukloster und Nevern eingegliedert.

## Bevölkerung
| Jahr | Einwohner |
| ---- | --------- |
| 1990 | 4743      |
| 1995 | 4634      |
| 2000 | 4285      |
| 2005 | 4142      |
| 2010 | 3950      |
| 2015 | 3863      |

| Jahr | Einwohner |
| ---- | --------- |
| 2020 | 4020      |
| 2021 | 4015      |
| 2022 | 4014      |
| 2023 | 3974      |

Stand: 31. Dezember des jeweiligen Jahres

## Politik

### Stadtvertretung
Die Stadtvertretung von Neukloster besteht aus 15 Mitgliedern. Die Kommunalwahl am 9. Juni 2024 führte bei einer Wahlbeteiligung von 61,1 % zu folgendem Ergebnis:
| Partei / Wählergruppe                            | Stimmenanteil 2019 | Sitze 2019 |  | Stimmenanteil 2024 | Sitze 2024 |
| ------------------------------------------------ | ------------------ | ---------- |  | ------------------ | ---------- |
| Wählervereinigung „Für Neukloster“ (WFN)         | 25,7 %             | 4          |  | 24,8 %             | 4          |
| Bürger für Neukloster (BfN)                      | –                  | –          |  | 20,3 %             | 3          |
| CDU                                              | 25,8 %             | 4          |  | 17,4 %             | 3          |
| AfD                                              | 13,0 %             | 2          |  | 17,1 %             | 2          |
| SPD                                              | 18,2 %             | 3          |  | 16,1 %             | 2          |
| Die Linke                                        | 09,4 %             | 1          |  | 04,3 %             | 1          |
| Ländlicher Raum, Umwelt und Landwirtschaft (LUL) | 07,9 %             | 1          |  | –                  | –          |
| Insgesamt                                        | 100 %              | 15         |  | 100 %              | 15         |

### Bürgermeister
- 1990–2009: Klaus Becker[8]
- seit 2009: Frank Meier (parteilos)[9]

Meier wurde in der Bürgermeisterwahl am 24. September 2017 ohne Gegenkandidat mit 81,8 % der gültigen Stimmen in seinem Amt bestätigt. Seine Amtszeit beträgt acht Jahre.

### Wappen
| Wappen der Stadt Neukloster | Blasonierung: „Gespalten; vorn in Gold ein halber hersehender, golden gekrönter schwarzer Stierkopf am Spalt mit aufgerissenem roten Maul, silbernen Zähnen, ausgeschlagener roter Zunge, in Spitzen abgerissenem Halsfell und silbernen Hörnern; hinten in Rot ein schräg gestellter silberner Äbtissinnenstab mit linksgewendeter goldener Krümme, begleitet beiderseits von einer silbernen heraldischen Lilie.“ |
| Wappen der Stadt Neukloster | Wappenbegründung: Das Wappen wurde anlässlich der Hundertjahrfeier zur Wiedervereinigung des Domanialamtes Neukloster mit Mecklenburg-Schwerin vom regierenden Großherzog verliehen. In dem Wappen soll mit dem Stierkopf als kleines landesherrliches Symbol des mecklenburgischen Herrscherhauses an die Klostergründung durch Heinrich Borwin I., Fürst zu Mecklenburg, und an die Zugehörigkeit des Fleckens zum Herzogtum, ab 1815 Großherzogtum Mecklenburg-Schwerin, sowie mit dem Äbtissinnenstab und den aus dem Klostersiegel von 1231 entlehnten Lilien an das einstige Nonnenkloster selbst erinnern. Mit der Tingierung der Felder soll auf das Bistum Schwerin verwiesen werden, dessen damaliger Bischof Brunward die Klostergründung bestätigte. Das Wappen wurde am 16. August 1903 von Großherzog Friedrich Franz IV. von Mecklenburg-Schwerin verliehen, 1993 im Zuge der Flaggengenehmigung neu gezeichnet und unter der Nr. 78 der Wappenrolle des Landes Mecklenburg-Vorpommern registriert. |

Historisches Wappen
| Wappen der Stadt Neukloster 1941–1945 | Blasonierung: „In Gold über grünem Dreiberg eine strahlende rote Sonne belegt mit einem goldenen Hakenkreuz.“ |
| Wappen der Stadt Neukloster 1941–1945 | Wappenbegründung: Das Wappen verlor schon bald nach dem Ende des II. Weltkrieges seine Gültigkeit. Das Wappen wurde von Hans Herbert Schweitzer gestaltet. Es wurde im Frühjahr 1941 durch den Reichsstatthalter in Mecklenburg verliehen. |

### Flagge
Die Flagge wurde von dem Wismarer Roland Bornschein gestaltet und am 25. Januar 1994 durch das Ministerium des Innern genehmigt.
Die Flagge besteht zu einem Fünftel der Länge des Flaggentuchs aus einem schwarzen Streifen quer zur Längsachse des Flaggentuchs und zu vier Fünftel, die fünffach von Gelb und Rot längs gestreift sind. In der Mitte der sich abwechselnden Längsstreifen liegt über allem das Stadtwappen, das vier Neuntel der Höhe des Flaggentuchs einnimmt. Die Höhe des Flaggentuchs verhält sich zur Länge wie 3:5.

### Dienstsiegel
Das Dienstsiegel zeigt das Stadtwappen mit der Umschrift „STADT NEUKLOSTER • LANDKREIS NORDWESTMECKLENBURG“.

## Sehenswürdigkeiten und Kultur

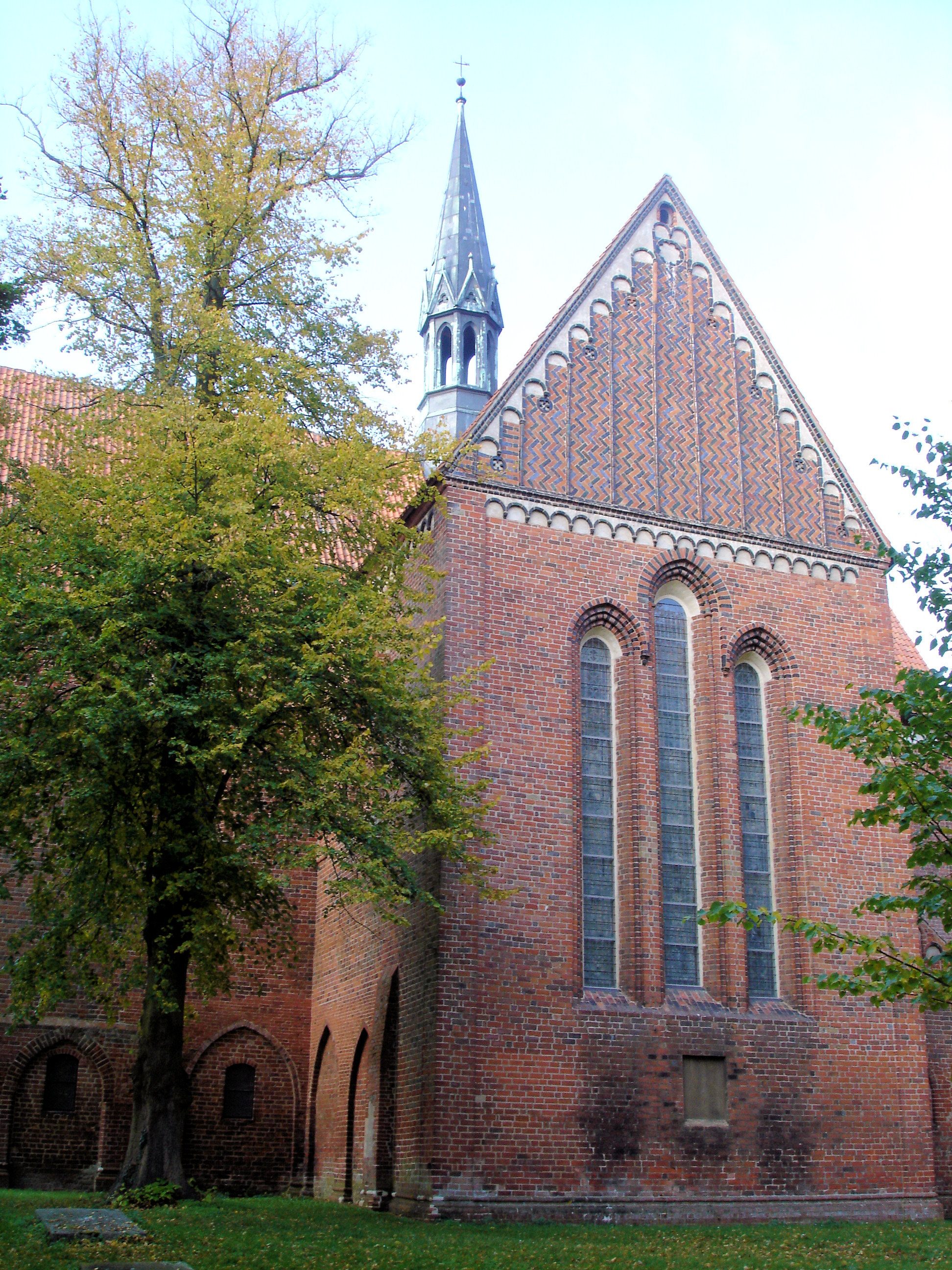
Klosterkirche

- Klosterkirche Sonnenkamp, Sockelzone bis 1235 romanisch, Fensterzons bis 1243 (d) bzw. Langhaus 1250 (d) Frühgotisch, mit wertvollen Ausstattungsstücke der Gotik, Marienaltar und die zweitältesten farbigen Kirchenfenster Nordeuropas. Erhalten sind zudem das  Propsteigebäude und der in den 1990er Jahren wiederhergestellte Glockenturm.
- Ehemaliges Amtsschreiberhaus mit  Heimatmuseum betrieben vom Museumsverein Neukloster
- Das Fischerhaus und der im 19. Jahrhundert erbaute, denkmalgeschützte Komplex der Sehschwachenschule und der Landesblindenanstalt.
- Ehrenmal für die Opfer des Nationalsozialismus von 1951 am Sonnenberg
- Schwedeneiche im Stadtzentrum; Erinnerung an die Zugehörigkeit zu Schweden von 1648 bis 1803
- Nonnenfiguren vor dem Rathaus (Klinkerskulpturen)
- Kloster und der Gedenkstein auf dem Jahrhundertberg,
- Ehrenmal für die Völkerschlacht bei Leipzig von 1813.
- Dorfkino der Kirchengemeinde als Einrichtung des Verbandes für Filmkommunikation und des Filmklubs Güstrow mit regelmäßigem Programmkinoprogramm.
- Blasorchester von 1959, als Klasbachtaler Blasmusik; sie spielt böhmische Blasmusik.

## Wirtschaft und Infrastruktur
Neukloster verfügt neben Geschäften in der Innenstadt über zwei Industrie- und Gewerbegebiete. Eines davon ist voll ausgebaut und durch Firmen bebaut, das andere ist in einer Plan- und Bauphase.

### Verkehr
Neukloster ist über den gleichnamigen Autobahnanschluss an der Bundesautobahn A 20 erreichbar. Die Bundesstraße 192 (Wismar–Neubrandenburg) führt drei Kilometer westlich an der Stadt vorbei. Die Landesstraße L 14 nach Bützow durchquert Neukloster.
Die durch Neukloster führende Bahnstrecke Wismar–Karow wurde 1998 stillgelegt und infolge des Baus der Autobahn A 20 zurückgebaut. Die nächsten Bahnhöfe befinden sich in Hornstorf an der Bahnstrecke Wismar–Rostock und Blankenberg (Meckl) an der Bahnstrecke Bad Kleinen–Rostock. Die Bahnhöfe in Wismar und Blankenberg sind von Neukloster täglich mit Regionalbussen zu erreichen.

### Bildung
- Grundschule, Alte Gärtnerei 1
- Regionale Schule, August-Bebel-Allee 6
- Gymnasium, August-Bebel-Allee 6
- Landesschule für Blinde und Sehbehinderte Neukloster

## Persönlichkeiten

### Ehrenbürger
- 1957, März: Ernst Puchmüller (1897–1976), Direktor der Landesblindenanstalt bzw. des Rehabilitations-Zentrums für Blinde in Neukloster

### Söhne und Töchter der Stadt
- Caspar Bussing (1658–1732), Theologe, Mathematiker und Heraldiker
- Carl Heinrich Romberg (1810–1868), evangelisch-lutherischer Geistlicher und Redakteur
- Robert Hesse (1816–1885), Arzt und 1848/49 Mitglied der Mecklenburgischen Abgeordnetenversammlung
- Karl Kneebusch (1849–1902), Autor von Wanderliteratur
- Emil Krückmann (1865–1944), Augenarzt, Professor an den Universitäten Königsberg und Berlin
- Hans Held (1866–1942), Mediziner und Embryologe, Professor an der Universität Leipzig
- Paul Krückmann (1866–1943), Rechtswissenschaftler, Professor an den Universitäten Greifswald und Münster
- Hans Techel (1870–1944), deutscher  Schiffbauingenieur und U-Boot-Konstrukteur
- Albert Krohn (1891–1967), Politiker (SPD, USPD, KPD), Mitglied der Bremischen Bürgerschaft
- Hermann Winter (1897–1968), Flugzeugkonstrukteur, Professor für Flugzeugbau
- Herta Meyer-Riekenberg (1910–1984), Gewerkschaftsfunktionärin, Vorstandsmitglied der DAG, DAK und BfA
- Gerd Puls (1927–2013), Dirigent, Chorleiter und Generalmusikdirektor
- Franz Havemann (* 1933), Bühnenbildner
- Christine Wernicke (* 1960), Politikerin (BVB/Freie Wähler), Mitglied des Landtags Brandenburg